# Plectrocarpa tetracantha
 (janvier 2024).
Espèce
Plectrocarpa tetracantha est une espèce de la famille des Zygophyllaceae.
C'est un arbuste qui pousse principalement dans le biome du désert ou des broussailles sèches.
Son aire de répartition d'origine s'étend de la Colombie au Venezuela, de la Bolivie au centre-ouest du Brésil et au nord de l'Argentine.

## Systématique
Le nom correct complet (avec auteur) de ce taxon est Plectrocarpa tetracantha Gillies.